# Tandlundfly
Tandlundfly, Hada plebeja är en fjärilsart som beskrevs av Carl von Linné 1761. Tandlundfly ingår i släktet Hada och familjen nattflyn, Noctuidae. Arten har livskraftiga, (LC) populationer i både Sverige och Finland. Tre underarter finns listade i Catalogue of Life, Hada plebeja latenai Pierret, 1837, Hada plebeja reducta Rebel & Zerny, 1932 och Hada plebeja sultana Schwingenschuss, 1938.

## Bildgalleri

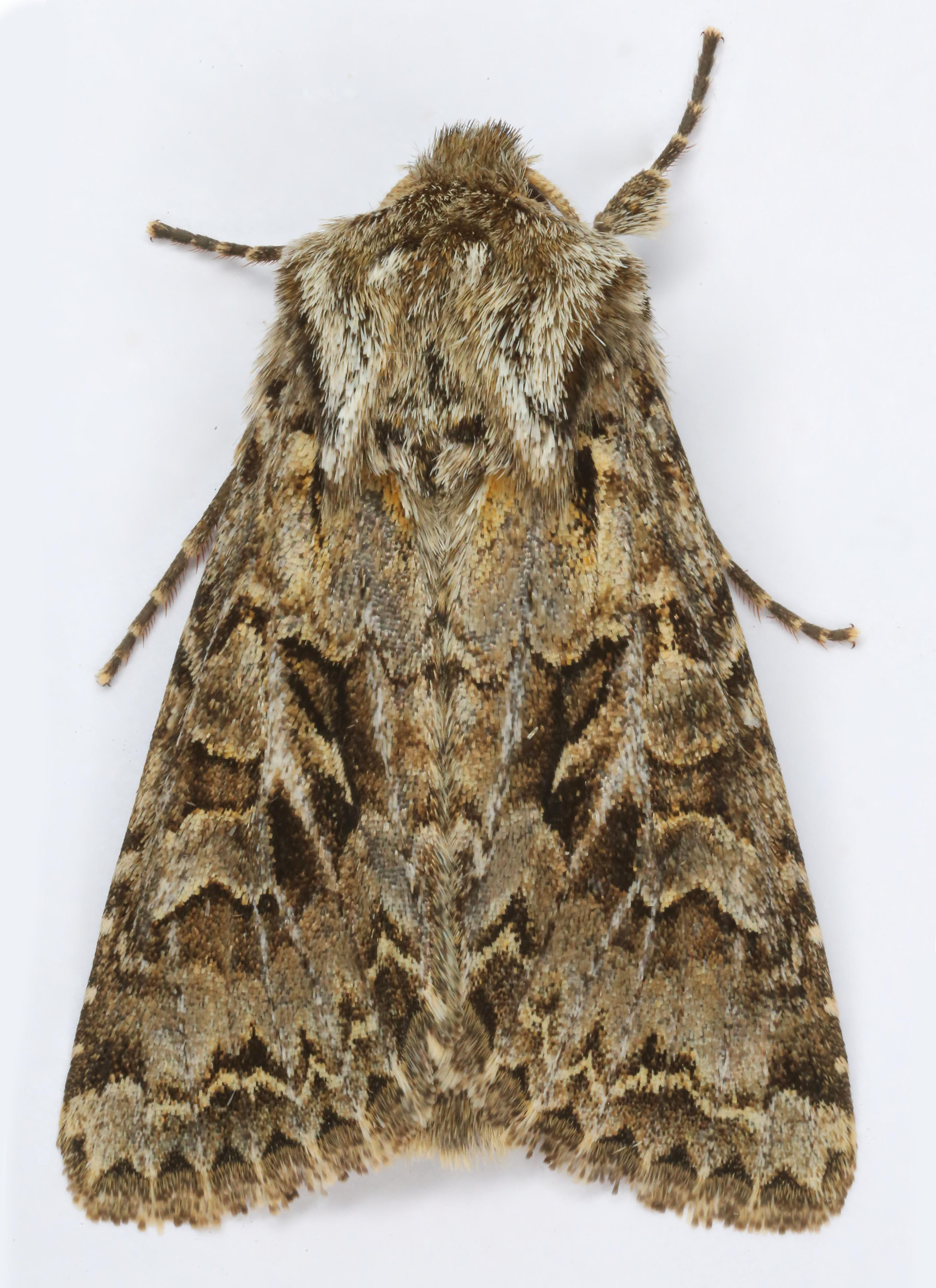
Imago fjäril, brun
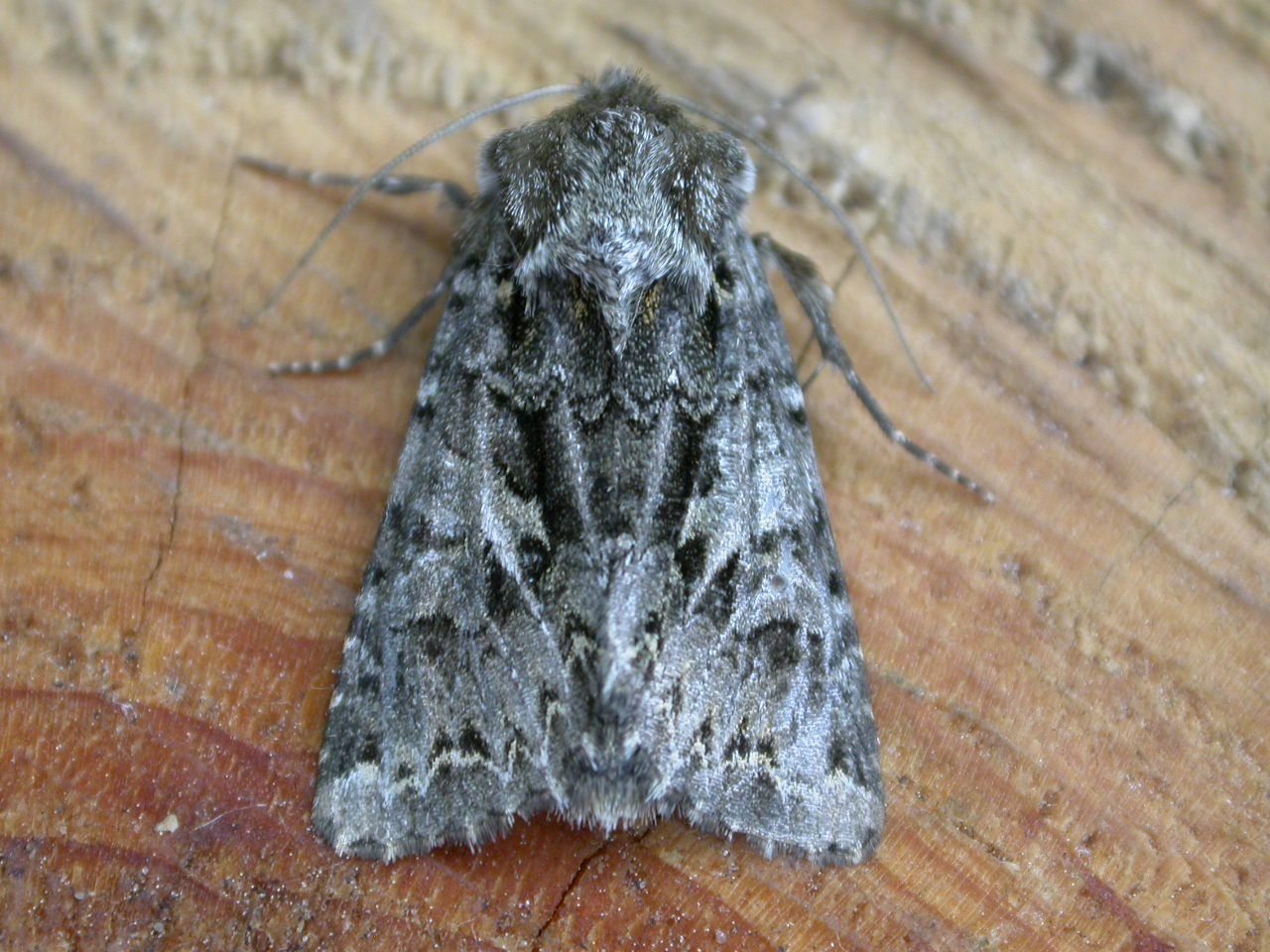
Imago fjäril, grå
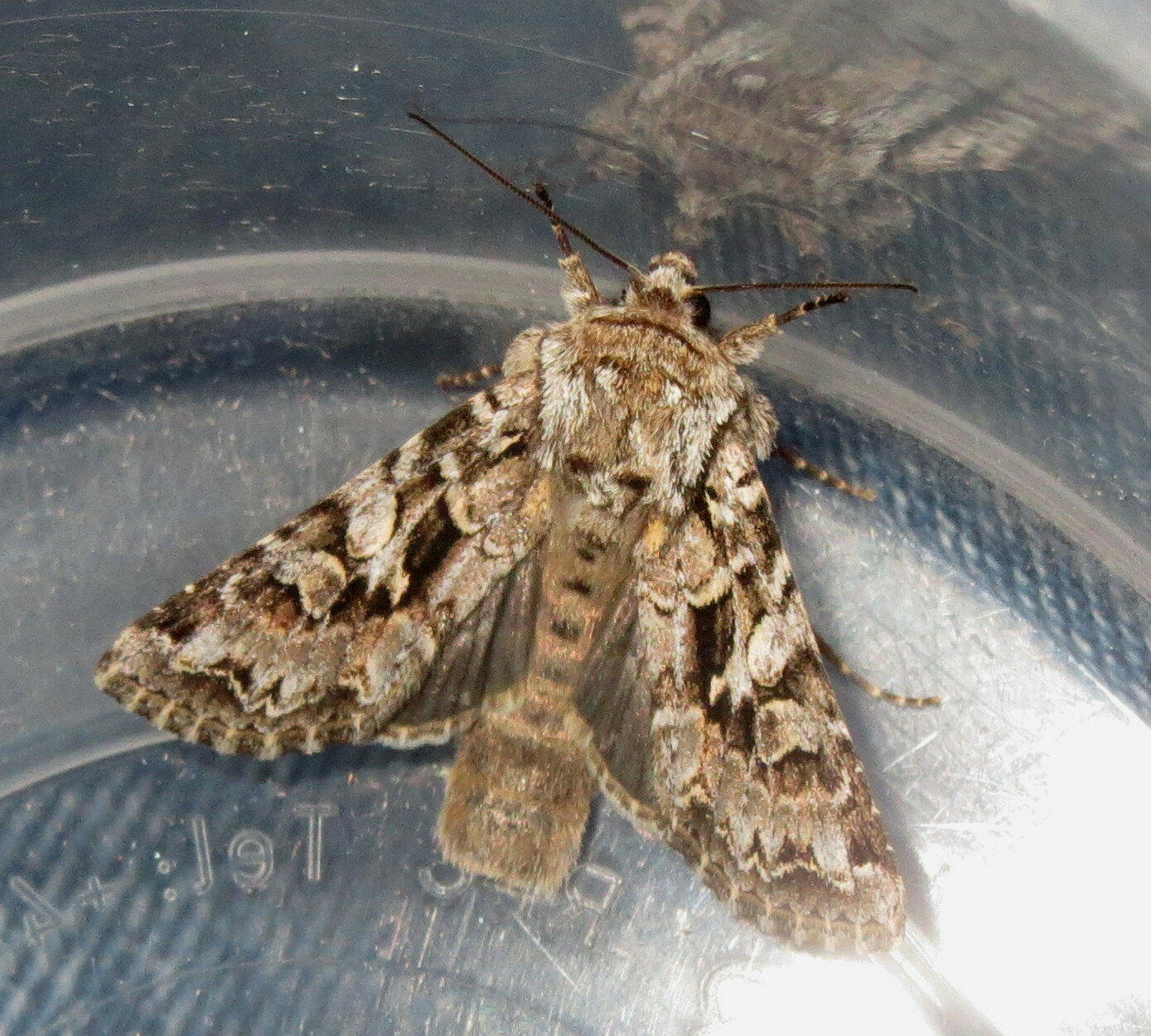
Imago fjäril, brunbrokig
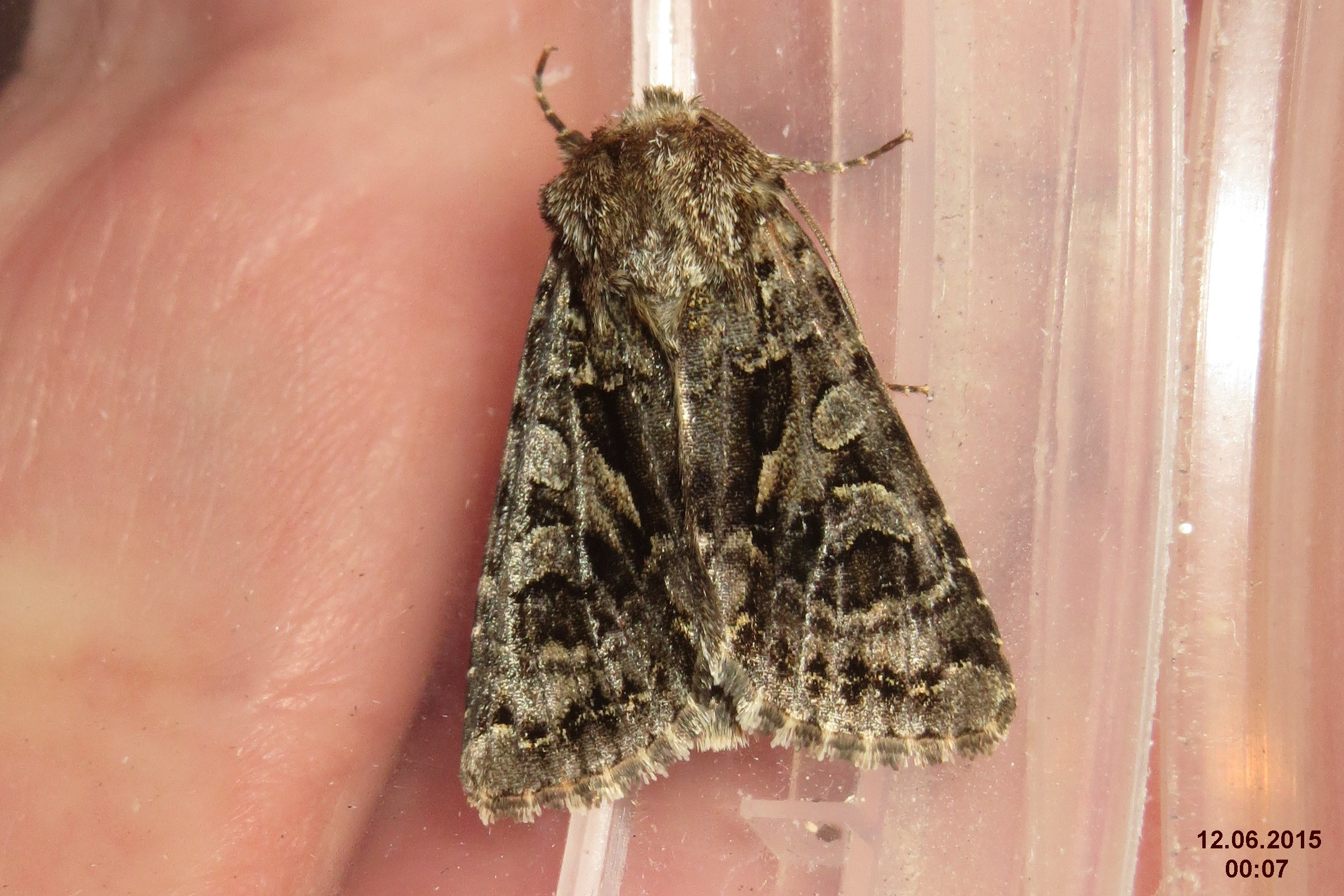
Imago fjäril, mörk